# 金聖響
金 聖響（きむ せいきょう、本名非公表、1970年1月12日 - ）は、在日韓国人3世の指揮者。

## 人物
大阪府出身。
14歳で渡米し、1992年にボストン大学哲学科卒業、1995年にニューイングランド音楽院大学院指揮科マスター課程修了、1997年にウィーン国立音楽大学指揮科で湯浅勇治、レオポルド・ハーガーに師事した。またタングルウッド音楽祭に奨学聴講生として参加し、小澤征爾らに師事する。
古楽が作曲された当時の演奏形態を再現する「ピリオド奏法」を現代楽器で再現する試みに取り組んでいる。日本の他、パリ、韓国などでも活動している。この他オーケストラ・アンサンブル金沢、シエナ・ウインド・オーケストラとも共演を果たしている。
1998年、ニコライ・マルコ国際指揮者コンクールで優勝する。その後パシフィック・ミュージック・フェスティバル（PMF）等の音楽祭で実績を重ね、国内外のオーケストラへ客演している。日本国外ではデンマーク国立放送交響楽団、ラムルー管弦楽団、ソウル市立交響楽団、フランダース交響楽団などへの客演で好評を博した。また、日本国内では全国の主要オーケストラに客演を重ねている。
1998年、音楽事務所クリスタルアーツ代表故佐野光徳によって世に送り出される。
2006年4月、(株)IMX（インタラクティブメディアミックス）クラシック＆アーツとマネジメント契約を結ぶ。ドラマ「冬のソナタ」のコンサートで指揮棒を振った。
2008年～2010年、イギリスの大手事務所アスコナスホルトに、一時期IMXとofficeTと平行して所属。
2009年4月から神奈川フィルハーモニー管弦楽団の常任指揮者に就任し、同年12月よりオーケストラ・アンサンブル金沢のアーティスティック・パートナーに就任した。また、2010〜2012年シーズン、フランダース交響楽団の首席指揮者を歴任した。
2010年からスタートした神奈川フィルとの「マーラー・シリーズ」は、2013年まで行われた。CDはオーケストラ・アンサンブル金沢を指揮して、2003年にスタートしたベートーヴェンの交響曲全曲録音プロジェクトが2011年5月「ベートーヴェン：交響曲第4番、第8番」をリリースして完結した。また、2007年からスタートしたブラームスの交響曲全曲録音プロジェクトは、2009年9月に交響曲第4番および全集をリリースし完結した。

## 年譜
1995年
- ポルトガル（リスボン市）第2回若手指揮者のための国際コンクール最高位受賞。

1998年
- ニコライ・マルコ国際指揮者コンクール優勝。
- 同年音楽事務所クリスタルアーツ所属

2003年
- 大阪センチュリー交響楽団専任指揮者に就任。2006年退任。

2006年～2008年
- IMXクラシック&アーツへ移籍。

2008年頃～
- OfficeTへ移籍（代表は前所属事務所IMXの元取締役）。

2009年
- 4月- 神奈川フィルハーモニー管弦楽団常任指揮者[1]。2014年3月退任。2012年から4年間争われた神奈川フィル楽団員解雇争議では楽団員解雇の根拠となる陳述書を提出した。
- 12月 - オーケストラ・アンサンブル金沢アーティスティック・パートナーを務める。

2010年
- 9月 - フランダース交響楽団（ベルギー）首席指揮者（任期3年）[1][2]。2015年4月にはシューマンの交響曲等を指揮している。

2014年
フリーランス

## 録音
- ルートヴィヒ・ヴァン・ベートーヴェン：交響曲全集 オーケストラ・アンサンブル金沢（2003 - 2011年）
- ヨハネス・ブラームス：交響曲全集 オーケストラ・アンサンブル金沢（2005 - 2009年）
- グスタフ・マーラー 交響曲 第2, 9, 10番 神奈川フィルハーモニー管弦楽団（2010 - 2013年）
- ベンジャミン・ブリテン チェロ交響曲、無伴奏チェロ組曲第1番 作品72 ピーター・ウィスペルウェイ、フランダース交響楽団（オランダ語版）（2009-11-29）[3]

## 著作
- 金聖響・玉木正之『ベートーヴェンの交響曲』講談社現代新書、2007年11月20日、ISBN：978-4-06-287915-6
- 金聖響・玉木正之『ロマン派の交響曲』講談社現代新書、2009年5月20日、ISBN：978-4-06-287990-3
- 金聖響・玉木正之『マーラーの交響曲』講談社現代新書、2011年12月20日、ISBN：978-4-06-288132-6